# Psychologie humaniste
Pour les articles homonymes, voir Psychologie (homonymie).
L'approche humaniste est un courant de la psychologie fondé sur une vision positive de l'être humain. C'est également un modèle de psychothérapie qui s'appuie sur la tendance innée de la personne à vouloir se réaliser, c'est-à-dire à mobiliser les forces de croissance psychologique et à développer son potentiel. La psychologie humaniste (Humanistic Psychology) apparaît à partir des années 1940 aux États-Unis, principalement sous l'impulsion d'Abraham Maslow. Ce courant est parfois nommé « troisième force » (Third Force Psychology), faisant suite aux deux autres grands mouvements que sont la psychanalyse et le comportementalisme (béhaviorisme). Un quatrième courant lui fait suite : la psychologie transpersonnelle. L'approche existentielle-humaniste est souvent associée au mouvement du potentiel humain.
Toutefois, une vision extrêmement positive de l’être humain a eu des difficultés « à être pensée » au sein de la culture européenne ravagée alors par les tragédies et l’horreur des deux guerres. En Europe, la tradition existentielle a accordé une place prépondérante aux limitations de l’être humain et aux dimensions tragiques de l’existence (Santarpia, 2016 ; Lecomte & Drouin, 2007 ; Lecomte & Richard, 1999). De nombreux aspects de la philosophie humaniste américaine trouvaient toutefois un écho dans le cadre des références existentielles européennes sur lesquelles nous centrons ce chapitre : l’anti-déterminisme, l’importance accordée à la liberté, le choix, l’intention, les valeurs, la responsabilité, et l’orientation vers la prise en compte du monde expérientiel unique de chaque individu (Yalom, 2008).

## Historique
« La psychologie humaniste trouve ses racines étymologiques dans le substantif latin humanitas qui définit les qualités spécifiques de la nature humaine. Plus précisément, l’humanitas cicéronienne porte en elle différentes perspectives : une facilité et une force des sentiments dans les rapports interpersonnels (civilité, politesse, affabilité, bon gré), un sentiment d’attachement et de devoir, et une solidarité envers les autres membres de l’espèce. Il s’agit d’une conception de l’humain qui se caractérise par le goût de la science, de l’enseignement et de la culture, fondée sur l’esprit critique, la courtoisie, et l’élégance morale ».
Les prémisses de cette vision de l'être humain et de la relation psychothérapeutique sont posées dès 1923 par Jacob Levy Moreno, proche du philosophe Martin Buber. Le grand dessein de Moreno est de donner libre cours à la créativité spontanée de l'homme (Le théâtre improvisé). Il inventa le psychodrame (1946) et le sociodrame.
En 1943, Abraham Maslow, humaniste en ce sens qu'il était intéressé par le développement de soi, met au point une théorie de la motivation et du besoin (connue sous le nom de pyramide des besoins de Maslow).
L'un des premiers courants psychothérapeutiques appartenant à l'approche humaniste a été développé par Carl Rogers, créateur de l'Approche centrée sur la personne, approche initialement fondée sur le principe de la non directivité. L'approche centrée sur la personne (ou Thérapie centrée sur le client) vise à libérer les tendances positives naturelles de l'être humain pour relancer les puissantes forces de changement.
Une autre grande école du courant humaniste-existentiel est la Gestalt-thérapie créée par Fritz Perls et Paul Goodman qui s'est développée aux États-Unis à partir de 1951 (Publication de Gestalt Therapy).
Une autre approche représentative des valeurs et des principes de la psychologie humaniste est la logothérapie de Viktor Frankl.
On a parfois confondu la psychologie humaniste avec la psychologie transpersonnelle alors qu'il s'agit de deux orientations bien distinctes, même si elles partagent certaines idées sur la nature humaine comme le note Stanislav Grof : « Les psychothérapies humanistes se fondent sur l'hypothèse que l'humanité est aujourd'hui trop intellectuelle, dépendante de la technologie et qu'elle s'est coupée des sentiments et des émotions… Elles visent la croissance individuelle ou l'auto-actualisation plutôt que l'ajustement… Les approches humanistes représentent un pas important vers une compréhension holistique de la nature humaine… Un aspect important de la psychothérapie humaniste est le déplacement de l'orientation ‘intraphysique’ ou ‘intraorganique’ vers la reconnaissance des relations interpersonnelles, de l'interaction familiale, des réseaux sociaux et des influences socioculturelles et vers l'introduction de considérations économiques, écologiques et politiques. » (Psychologie transpersonnelle (Beyond the Brain), 1983, trad., Rocher, 1984, p. 110).

## Principe
La psychologie humaniste s'appuie sur l'expérience consciente du patient et introduit le postulat de l'autodétermination : il s'agit de développer chez la personne qui consulte la capacité de faire des choix personnels.
Pour Carl Rogers et les autres théoriciens de l'approche humaniste, l'être humain est fondamentalement bon, dans le sens où il évoluera toujours positivement s'il suit sa propre expérience et se débarrasse des conditionnements qui limitent sa liberté. La violence et la prédation ne sont que les fruits de la désespérance et en aucun cas un choix de comportement dicté par la rentabilité, la facilité ou le principe du plaisir : en cela, la psychologie humaniste rejoint la sociologie humaniste.

## Caractéristiques
Si ce courant n'est pas homogène, on peut citer certaines caractéristiques communes.
Tout d'abord, une conception de l'être humain qui s'exprime par les notions de respect de la personne, de responsabilité, de liberté, d'authenticité, d'expérience, de rencontre ou relation existentielle ou alliance thérapeutique (c'est-à-dire, une relation de personne à personne et non de thérapeute à patient).
Ensuite, nous retrouvons souvent les caractéristiques suivantes :
- Vision positive de l'être humain ;
- Tendance actualisante ;
- Absence de diagnostic ;
- Confiance dans la capacité de croissance de l'être humain ;
- principe de la non directivité ;
- accent mis sur l'expérience présente (Ici et maintenant) ;
- suppression ou atténuation de la dichotomie entre maladie et santé ;
- objectifs de développement, de croissance, d'épanouissement personnel ;
- importance de l'expression émotionnelle et de la communication non verbale.

Certaines thérapies de conscience psychocorporelles utilisant la relaxation et l'amélioration ou restructuration du schéma corporel adhèrent à ces principes et se considèrent donc partie prenante de l'approche humaniste.
« Le style du thérapeute est essentiel dans cette approche. Sa capacité d’être en contact avec les potentialités créatives du patient sont les conditions nécessaires d’un parcours en psychothérapie  qui améliore la qualité de vie de l’être en souffrance. La présence chaleureuse du thérapeute et sa flexibilité interprétative devant la nudité ou l’indicibilité de nos souffrances semblent aujourd’hui les éléments essentiels d’une rencontre significative et efficiente ».
Dans une vision narrative de l'approche humaniste (Santarpia, 2016) la psychothérapie est « une confrontation ou un échange intersubjectif de systèmes d’interprétation entre plusieurs ou deux êtres interprétants (le professionnel et le/les patients) dans un contexte physique et culturel » (Santarpia, p. 168). Elle se configure ensuite comme un lieu de décentrement-rencostruction-inventivité (Santarpia, 2016). Plus précisément, le processus thérapeutique peut être organisé en trois phases (Santarpia, 2016, p.169) : 
- Dans une première phase le thérapeute facilite, encourage, participe (dans une modalité emphatique) ou suggère clairement (souvent dans des pathologies lourdes) afin d’avoir une claire manifestation et une claire expression des systèmes d’interprétation du patient.
- Dans une deuxième phase, l’échange clinique vise à remettre en question, à interroger et à déconstruire-décéntrer les systèmes interprétation et d’expérience sensorielle du patient.
- Dans une troisième phase, l’échange clinique vise à affaiblir les systèmes d’interprétation plus rigides et redondants (Salvatore & Valsinier, 2006 ; Samoilov & Goldfried, 2000) pour permettre l’émergence des systèmes d’interprétations plus innovantes et créatives pour le patient (Salvatore & Valsinier, 2006 ; Samoilov & Goldfried, 2000).

## Les différents courants
- Approche centrée sur la personne
- Thérapie Gestalt (ou Gestalt Thérapie)
- Analyse bioénergétique
- Psychothérapie non directive
- Psychothérapie existentielle
- Les thérapies expérientielles
- Logothérapie
- sophia-analyse

## Quelques représentants
Cetrains penseurs ont contribué de manière significative à l'émergence de la psychologie humaniste. Parmi ses représentants les plus connus, on note Carl Rogers, Abraham Maslow, Viktor Frankl, Erich Fromm, Alexander Lowen, Fritz Perls et Marshall Rosenberg.
Carl Rogers (1902-1987), avec la thérapie centrée sur la personne, a remodelé la manière dont nous abordons la psyché humaine. Rogers a mis en avant l'empathie, l'acceptation inconditionnelle et la congruence thérapeutique, offrant ainsi un cadre qui encourage l'exploration et la croissance personnelle.
Abraham Maslow (1908-1970) a introduit la hiérarchie des besoins, soulignant les aspirations humaines allant au-delà de la simple survie. Sa théorie identifie des niveaux allant des besoins physiologiques à ceux d'accomplissement personnel, mettant en avant le potentiel d'auto-actualisation de chaque individu.
Viktor Frankl (1905-1997), survivant de l'Holocauste, a développé la logothérapie, explorant la recherche de sens comme une force motrice fondamentale de la vie humaine. Son travail offre une perspective unique sur la résilience et la signification profonde dans des circonstances difficiles.
Erich Fromm (1900-1980) a examiné la nature de la liberté et de l'aliénation, soulignant la nécessité d'une autonomie authentique plutôt que de se conformer aux attentes sociales.
Alexander Lowen (1910-2008), pionnier de la bioénergie, a adopté une approche plus corporelle et intégré la dimension physique dans la psychologie humaniste en explorant le rôle des tensions musculaires dans l'expression émotionnelle.
Fritz Perls (1893-1970), fondateur de la Gestalt-thérapie, a mis en avant la conscience du moment présent et l'intégration des fragments de l'expérience pour favoriser la croissance personnelle.
Marshall Rosenberg (1934-2015), quant à lui, a introduit la Communication non violente, mettant l'accent sur des méthodes empathiques de résolution de conflits et de promotion de la compréhension mutuelle.
À ces figures emblématiques, on peut ajouter Roger Vittoz (1863-1925), William Schutz (1925-2002), Paul Goodman (1911-1972), Magda B. Arnold (1903-2002), James Bugental (en) (1915-2008), Rollo May (1909-1994), Thomas Gordon (1918-2002), Frank Farrelly (1931-2013), Irvin Yalom (1931-2020) et Michelle Larivey (1941-), parmi nombre de figures qui ont apporté une contribution remarquée à la psychologie humaniste.